# Аккрингтон (избирательный округ, Великобритания)
Аккрингтон (англ. Accrington) — бывший избирательный округ Палаты общин парламента Великобритании с 1885 по 1983 годы. Округ был представлен одним депутатом, выбираемым по мажоритарной системе.

## История
Округ был образован законом «О парламенте» в 1885 году для выборов 1885 года. Окружная избирательная комиссия располагалась в Аккрингтоне.
Начиная с выборов 1983 года округ был упразднен. Наследником округа стал Хайндбёрн, одноимённого с районом, где находится Аккрингтон. 85,5 % депутатов от округа родом из бывшего округа Аккрингтон.

## Границы

### 1885—1918
Округ был частью исторического графства Ланкашир на северо-западе Англии
Округ с официальным названием Северо-Восточный Аккрингтонский дивизион Ланкашира состоял из городского поселения Аккррингтон и общин Алтем, Черч, Клейтон-ле-Мурс, Хаптон, Ханкот, Освальдтуисл и Риштон.
Соседними округами были Блэкберн на юго-западе, Бернли на северо-востоке и Дарвен. Также Аккригтон также имел значительную границу на севере и востоке с Клизиро и Розендейл на юге и юго-востоке.

### 1918—1983
Акт о народном представительстве 1918 г. преобразовал систему округов. Округа были разграничены в границах, установленных Законом Великобритании «О местном самоуправлении» 1894 г.
Парламентский избирательный округ Аккрингтон состоял из городского поселения Аккрингтон и городских округов Черч, Клейтон-ле-Мурс, Освальдтуисл и Риштон. Приходы Алтем, Хаптон и Ханкот переданы округу в Клизиро.
Акт о народном представительстве 1948 заменил термин «парламентский округ» «избирательным округом». Избирательному округу Аккрингтон вернули исторические границы. Незначительные изменения территории произошли в 1930-х, когда Ханкот был присоединен к Аккрингтону, а Блэкберн поглотил Риштон. В таких границах округ встретил выборы 1950 года.
Закон «О местном самоуправлении» снова преобразовал избирательную систему в Англии и Уэльсе. Однако границы округов не изменялись до 1983 года. Приказ об избирательных округах 1983 создал новые округа на базе новых районов. В частности был создан округ Хайндберн, в который вошли бывший округ Аккрингтона, а также Алтем и Грэйт Харвуд.

## Члены парламента
| Выборы | Выборы | Депутат                          | Партия                           |
| ------ | ------ | -------------------------------- | -------------------------------- |
|        | 1885   | Фредерик Вильям Графтон          | Либеральная                      |
|        | 1886   | Роберт Ходж                      | Консервативная                   |
|        | 1892   | Сэр Джозеф Фрэнсис Лиз           | Либеральная                      |
|        | 1910   | Гарольд Тревор Бейкер            | Либеральная                      |
|        | 1918   | Эрнест Грей                      | Консервативная коалиция          |
|        | 1922   | Чарлз Роден Бакстон              | Лейбористская                    |
|        | 1923   | Джон Эдвардс 1                   | Либеральная                      |
|        | 1924   | Джон Эдвардс 1                   | Конституционализм                |
|        | 1924   | Джон Эдвардс 1                   | Либеральная                      |
|        | 1929   | Том Сноуден                      | Лейбористская                    |
|        | 1931   | Генри Адам Проктер               | Консервативная                   |
|        | 1945   | Вальтер Скотт Элиот              | Лейбористская                    |
|        | 1950   | Генри Хайнд                      | Лейбористская                    |
|        | 1966   | Артур Дэвидсон                   | Лейбористская                    |
| 1983   | 1983   | округ упразднен, далее Хайндбёрн | округ упразднен, далее Хайндбёрн |

Примечания:
- 1Эдвардс шёл на выборы 1924 года от конституционеров при поддержке либералов и консеваторов, но в парламенте присоединился к либералам.